# Prokop von Rabstein
Prokop von Rabstein (auch Prokop von Rabenstein; tschechisch Prokop z Rabštejna; * um 1420; † 11. April 1472) war ein böhmischer Adliger. Von 1453 bis 1468 bekleidete er das Amt des Oberstkanzlers von Böhmen, in dem er auch mit diplomatischen Missionen betraut wurde.

## Leben
Prokop entstammte dem böhmischen Rittergeschlecht der Pflug von Rabstein. Seine Eltern waren Johann II. von Rabstein († vor 1450), der in Diensten des Römisch-deutschen Königs Sigismund stand, und Juliane, eine Tochter des Tobias von Waldau auf Waldthurn. Er hatte noch die beiden Brüder Johann d. Ä. und Johann d. J. von Rabstein. Nach gelehrten Studien wandte er sich dem Hofdienst zu und trat vermutlich noch unter dem deutschen König Albrecht II. als Schreiber in dessen Kanzlei ein. Ab Anfang der 1440er Jahre ist er in der von Kaspar Schlick geleiteten römischen Kanzlei Friedrichs III. belegt. Dort lernte er den späteren Papst Enea Silvio Piccolomini kennen, mit dem er sich anfreundete. Dieser widmete am 26. Juni 1444 Prokop einen lateinischen Brieftraktat unter dem Titel „Epistula de fortuna“. Dieser wurde unter anderem von Arnold Therhoernen in Köln und in Rom von Stephan Plannck veröffentlicht. Anfang 1447 gehörte Prokop einer Gesandtschaft an, die in Rom die Aussöhnung der deutschen Nation mit Papst Eugen IV. erreichte, der kurze Zeit später verstarb. Bei der Krönung des Nachfolgers Nikolaus V. führte Prokop, vermutlich als Vertreter der Tschechen, im Krönungszug das Pferd des Papstes. 1451 übersetzte Prokop Enea Silvio Piccolominis auf dem Landtag in Beneschau gehaltene Rede ins Tschechische.
Nach der Krönung des Ladislaus Postumus zum König von Böhmen wurde Prokop 1453 zum Oberstkanzler von Böhmen („cancellarius regni Bohemiae“) ernannt. Nachfolgend wurde er mit zahlreichen diplomatischen Aufträgen für die Könige Ladislaus Postumus und Georg von Podiebrad beauftragt. 1459–1461 unterstützte er die Bewerbung des Letzteren um die römisch-deutsche Krone. 1462 unternahm er mit dem Utraquisten Zděněk Kostka von Postupitz und den Universitäts-Magistern Wenzel von Würben (Václav z Vrbna) und Wenzel Koranda von Pilsen sowie dem Botschafter Kaiser Friedrichs III. Antoine Marini im Auftrag Georg von Podiebrad eine Reise nach Rom. Die Delegation sollte Frieden mit dem katholischen Oberhaupt vereinbaren und das Kompaktat des Basler Konzils bestätigen lassen. Obwohl Prokop den Papst persönlich kannte, lehnte dieser das Ansinnen mit der Begründung ab, dass in Böhmen die Lehre des Kelchs, wie sie in Basel vereinbart worden war, nicht eingehalten werde. Der verärgerte König ließ ihn nach der Rückkehr zunächst unter Hausarrest stellen. Kurze Zeit später erhielt er die Freiheit zurück und wurde vom König wieder in seiner bisherigen Funktion bestätigt. Obwohl die Spannungen zwischen Prokop und dem König bestehen blieben, wurde er 1468 von König Georg in einer diplomatischen Mission zum ungarischen König Matthias Corvinus gesandt.
Prokop war seit 1444 mit Katharina von Warteberg verheiratet. Der Ehe entstammte ein Sohn namens Wenzel (Václav).